# Station Bro
Bro is een station van de pendeltåg aan de Mälarbanan op 36,4 km ten noorden van Stockholm C. in de gemeente Upplands-Bro.

## Geschiedenis
De Stockholm-Västerås-Bergslagen järnväg opende het station in 1876 aan de destijds enkelsporige spoorlijn. Het station lag toen op 35,9 km van Stockholm C, iets ten oosten van het station uit 2001 waar het oude stationsgebouw nog steeds staat. Op 1 januari 1967 werd het voorstadsverkeer in de provincie Stockholm ondergebracht bij SL. Tevens werd besloten om de gemeente Upplands-Bro per 1 januari 1971 bij de provincie Stockholm te voegen. Het eindpunt van het forensentreinverkeer bevond zich in Kungsängen en de reizigersdiensten naar Bro stopten in de zomer van 1972.

## Pendeltåg
In verband met de ombouw van de oude Västerås-lijn tot de Mälarbanan werd de capaciteit van de route vergroot door de aanleg van dubbel spoor. Hierbij werd ook besloten om het eindpunt van de pendeltåg te verplaatsen van Kungsängen naar Bålsta. Dit betekende ook de opening van een nieuw station bij Bro, dat in 2001 werd geopend. Het nieuwe station heeft een eilandperron met een stationshal op de oostkop. De ingang van het station ligt aan een onderdoorgang tussen de sporen. Het station telt ongeveer 2000 instappers per dag.

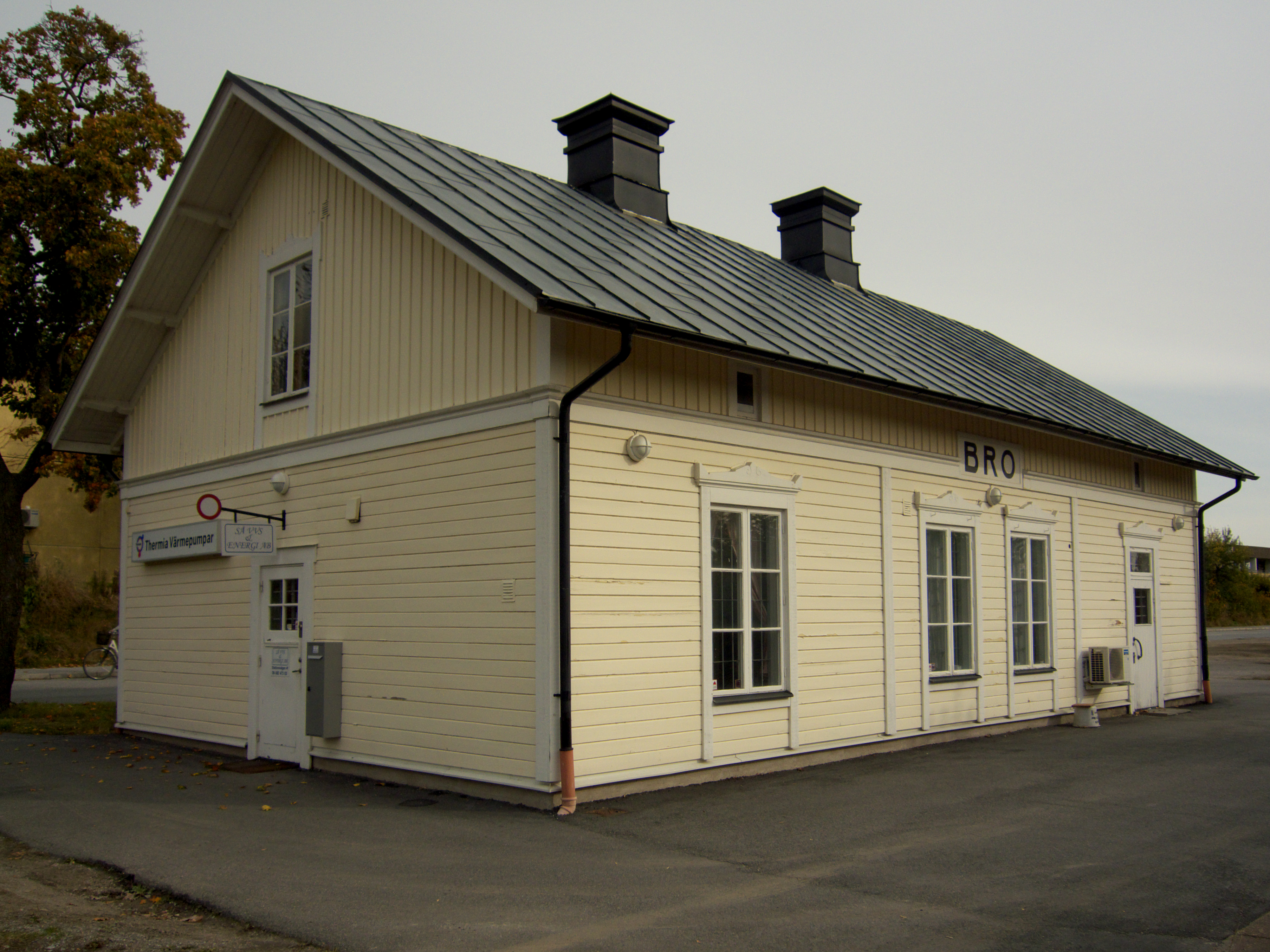
Het station dat tussen 1876 en 1972 in gebruik was.
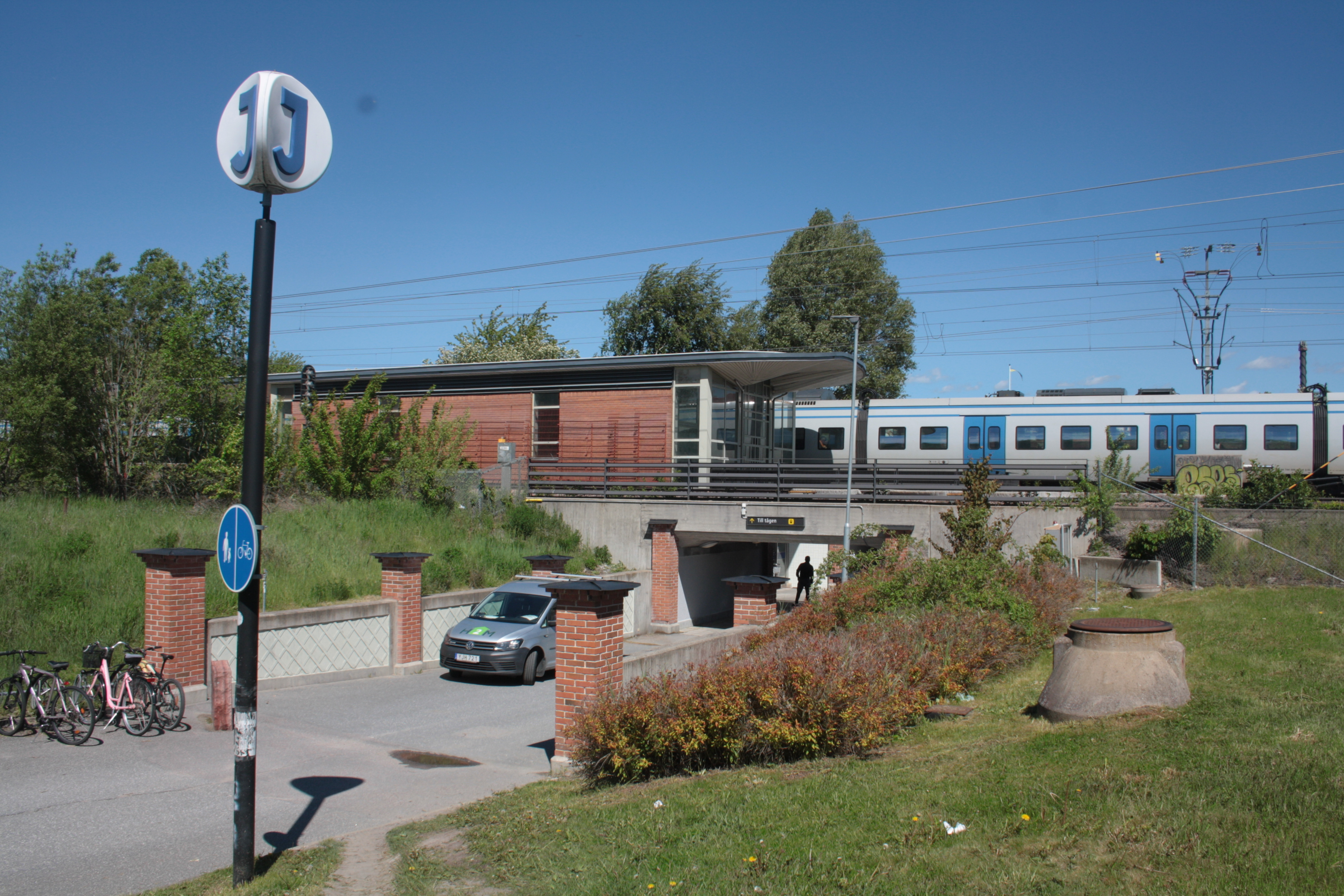
Het station uit 2001.
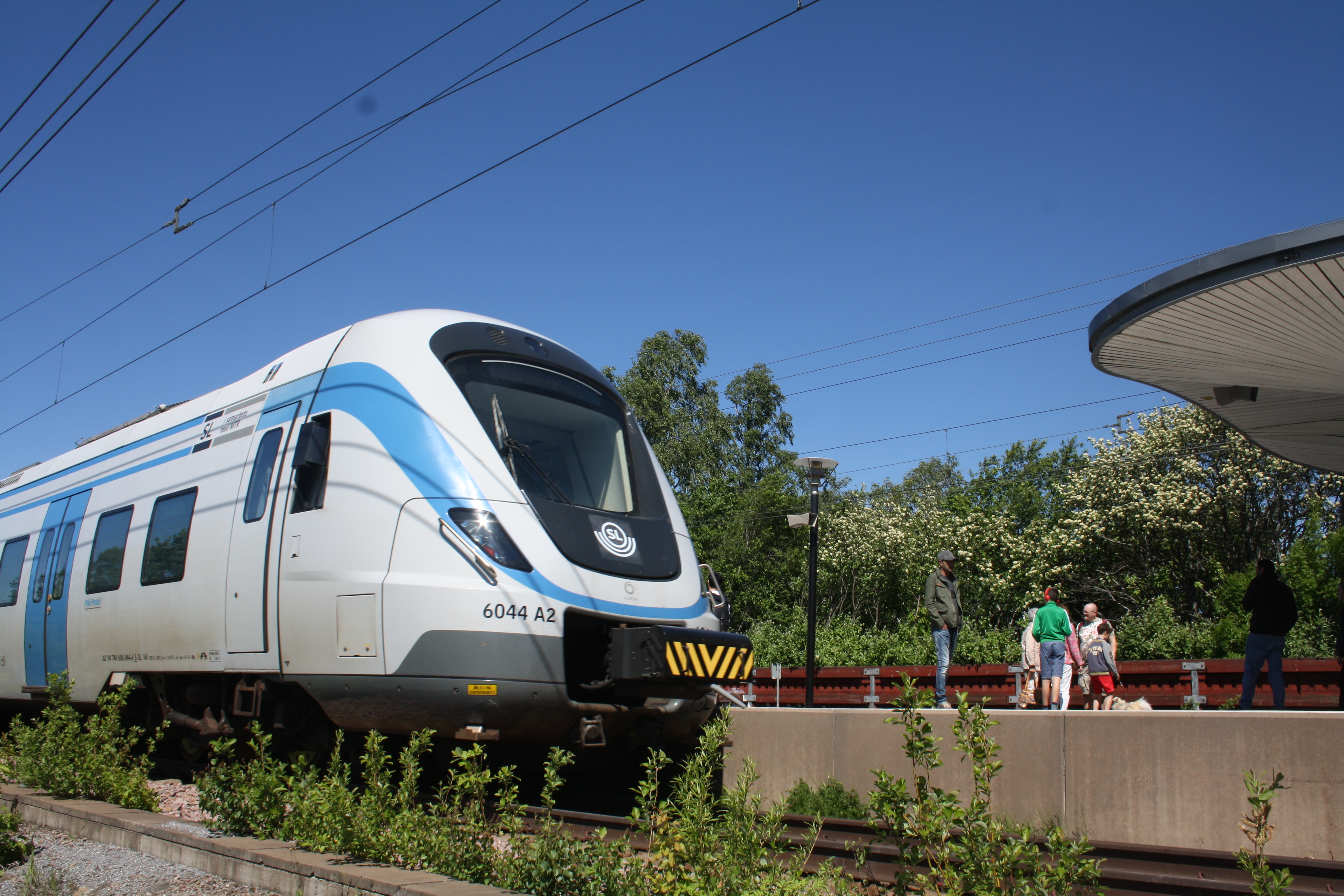
Een X60 op weg naar het noorden.